# Pelobates fuscus fuscus
Pelobates fuscus fuscus este o subspecie a speciei de broască Pelobates fuscus.
Se găsește la altitudini mai mici de 600 m. Coloritul ei este brun-deschis cu pete întunecate pe spate iar pe abdomen este alb-cenușiu pătat, uneori cu brun-cenușiu. Masculul nu prezintă saci vocali sau calozități nupțiale însă au o glandă humerală.